# Scutia spicata
Scutia spicata -tola en castellà- és un arbust espinós de la família de les ramnàcies. És planta nativa del Perú i l'Equador.
Creix en la terra baixa. És comú en zones amb aridesa com també prop de platges i turons, i entre els boscos de Prosopis pallida. És comú a Ancash, Regió d'Ica, Lima, Regió de La Libertad, Regió de Piura, Tumbes, Guayas, Manabí i les illes Galápagos.

## Morfologia
Arriba a fer entre 0,5 i 2,5 m d'alt. Les tiges arriben a fer fins a 5 m de longitud, són de color verd fosc de joves i de color plom a negres en envellir. Estan cobertes d'espines d'1 a 6 cm de llargada. Els fruits tenen la forma del gra de raïm, de 5 mm de diàmetre.